# Vieille-Toulouse
Vieille-Toulouse é uma comuna francesa na região administrativa da Occitânia, no departamento do Alto Garona. Estende-se por uma área de 5.53 km², com 1.170 habitantes, segundo o censo de 2018, com uma densidade de 210 hab/km².